# الجعاشن
الجعاشن منطقة جبلية خضراء في مديرية ذي السفال في الجزء الجنوبي الغربي من محافظة اب وسط اليمن وتقع على بعد 60 كم جنوب غرب مدينة إب شمال مدينة القاعدة .
تشمل المنطقة سبع عزل وهي عزلة بني عبد الله وعزلة ريده ورياد وعزلة ذي الحود ومعاين وعزلة الحبلة وعزلة العنسيين وعزلة رعاش وعزلة الصفة قبائل الجعاشن  ال حماد المليكي هم ساس  المنطقه وتعتبر ال حماد المليكي من القبائل الحميريه  اول من اسس المنطقه وسكنوها  وهم الاكثريه ثم بيت الكامل القادمين من خولان  وهم حميرين ايضاً وهناك بعض قبائل قدمت من خارج المنطقه منهم الدميني والصلاحي وبعض الاسر الدخيله والاقليات القادمه من بعض المناطق المجاوره  

## الجبال
ومن أشهر جبال الجعاشن ارتفاعاً جبل القاهر عزلة ريدة وريد، وجبل الحصن وجبل دهر في عزلة بنى عبد الله.وجبال معاين وجبال دهر وجبال بحرانه (وجبل اكمة الحنش في عزلة ذي الحود